# Богословка (Ивановский район)
В Амурской области в Мазановском районе тоже есть село Богословка.
Богосло́вка — село в Ивановском районе Амурской области России. Входит в состав Правовосточного сельсовета.

## География
Село Богословка стоит на левом берегу реки Маньчжурка (левый приток Ивановки, бассейн Зеи).
Село Богословка расположено к юго-востоку от районного центра Ивановского района села Ивановка, расстояние — 12 км.
На юго-восток от села Богословка идёт дорога районного значения к селу Андреевка.

## История
Село основано в 1909 году. Названо в честь церковного праздника.

## Население
| 2002 | 2010 | 2012 | 2013 | 2014 | 2015 | 2016 |
| ---- | ---- | ---- | ---- | ---- | ---- | ---- |
| 56   | ↘49  | ↘48  | ↘47  | ↘45  | ↗48  | ↘47  |
| 2017 | 2018 |      |      |      |      |      |
| →47  | ↗49  |      |      |      |      |      |

## Улицы
В селе имеются две улицы: Новая и Центральная.

## Экономика
Сельскохозяйственные предприятия Ивановского района.